# 17e cérémonie des David di Donatello
La 17e cérémonie des David di Donatello s'est déroulée le 22 juillet 1972 au théâtre de Taormine. 

## Palmarès
- Meilleur film, ex aequo :
  - La classe ouvrière va au paradis
  - Un amour insolite
- Meilleur film étranger :
  - French Connection
- Meilleur acteur :

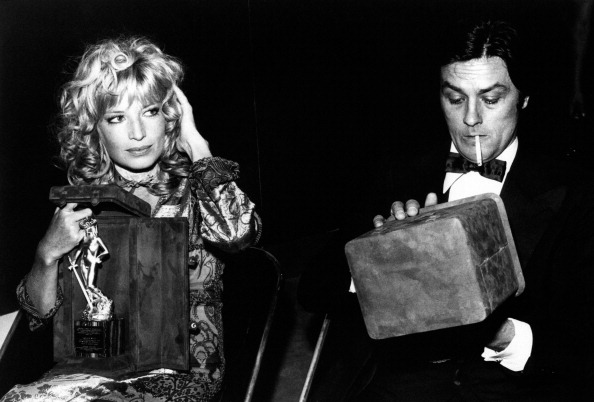
Monica Vitti remettant un David di Donatello spécial pour sa carrière à Alain Delon.

  - Alberto Sordi pour Détenu en attente de jugement ex æquo avec
  - Giancarlo Giannini pour Mimi métallo blessé dans son honneur
- Meilleur acteur étranger :
  - Chaim Topol pour Un violon sur le toit
- Meilleure actrice :
  - Claudia Cardinale pour Bello, onesto, emigrato Australia sposerebbe compaesana illibata
- Meilleure actrice étrangère :
  - Elizabeth Taylor pour Une belle tigresse
- Meilleur réalisateur :
  - Franco Zeffirelli pour François et le Chemin du soleil ex æquo avec
  - Sergio Leone pour Il était une fois la révolution
- Meilleur réalisateur étranger :
  - John Schlesinger pour Un dimanche comme les autres

- David spécial :
  - Mariangela Melato, pour son interprétation dans La classe ouvrière va au paradis et Mimi métallo blessé dans son honneur
  - Vanessa Redgrave et Glenda Jackson, pour leur interprétation dans Marie Stuart, reine d'Écosse
  - Folco Quilici, pour sa réalisation du documentaire Oceano
  - Jean-Louis Trintignant, pour sa carrière
  - Alain Delon,  pour sa carrière